# Station Val-Benoît
Station Val-Benoît is een voormalige spoorweghalte langs spoorlijn 125 (Namen - Luik) in de Waalse stad Luik.
0,0: Luik-Guillemins ·
1,1: Val-Benoît ·
2,9: Sclessin ·
5,1: Tilleur ·
6,4: Pont-de-Seraing ·
7,3: Jemeppe-sur-Meuse ·
9,3: Flémalle-Grande ·
10,0: Leman ·
11,2: Flémalle-Haute ·
12,3: Chokier ·
14,0: Aigremont ·
15,3: Engis ·
17,3: La Mallieue ·
18,8: Hermalle-sous-Huy ·
21,2: Haute-Flône ·
22,5: Amay ·
24,9: Ampsin ·
27,9: Corphalie ·
29,4: Hoei ·
30,4: Statte ·
32,7: Bas-Oha ·
35,7: Java ·
40,3: Andenne ·
41,7: Château-de-Seilles ·
46,5: Sclaigneaux ·
48,8: Namêche ·
51,5: Marche-les-Dames ·
54,7: Beez ·
57,1: Faubourg-Saint-Nicolas ·
59,5: Namen
Angleur · Bressoux · Chênée · Colonster · Jolivet · Jupille · Kinkempois · Luik-Carré · Luik-Cornillon · Luik-Guillemins · Luik-Haut-Pré · Luik-Longdoz · Luik-Sint-Lambertus · Luik-Vennes · Luik-Vivegnis · Sclessin · Streupas · Val-Benoît